# فلورنس سابين
فلورنس رينا سابين (بالإنجليزية: Florence R. Sabin)‏ (9 نوفمبر 1871-3 أكتوبر 1953) عالمة طبية أمريكية. كانت رائدة في مجال المرأة في العلوم، وأول امرأة تشغل منصب أستاذ في كلية جونز هوبكنز للطب، وأول امرأة تُنتخب في الأكاديمية الوطنية للعلوم، وترأس قسماً في معهد روكفلر للأبحاث الطبية. خلال سنوات تقاعدها، واصلت مهنة ثانية كناشطة في مجال الصحة العامة في كولورادو. وفي عام 1951 تلقت جائزة ألبرت لاسكر للخدمة العامة بسبب هذه المهنة.

## الحياة الباكرة
في التاسع من نوفمبر عام 1871، أنجبت سيرينا سابين ابنتها الصغرى «فلورنس رينا سابين» في سنترال سيتي، كولورادو. كانت والدة فلورنس معلمة مدرسة توفيت لاحقاً بسبب حمى النفاس (إنتان) في عام 1878. كان والدها، جورج ك. سابين، مهندس مناجم يعيش ويعمل في الموقع مع أسرته. بعد فترة قصيرة من وفاة والدتها، انتقلت فلورنس وشقيقتها (ماري) ليعيشا مع عمهما ألبرت في شيكاغو قبل الانتقال إلى فيرمونت مع جدهما وجدتهما لأبيهما.
طيلة طفولتها، كانت سابين تنوي أن تصبح عازفة بيانو، لكنها لم تكن موهوبة موسيقياً أبداً، مما جعلها تحول تركيزها لمستقبلٍ في العلوم خلال المدرسة الثانوية.

## التعليم العالي
نالت سابين درجة البكالوريوس من كلية سميث في عام 1893. ودرّست الرياضيات في المدرسة الثانوية لمدة عامين في دنفر متبوعة بعام واحد من تدريس علم الحيوان في جامعة سميث كوسيلة لتمويل سنتها الأولى في الدراسات العليا.
في عام 1896، سجلت سابين في كلية الطب بجامعة جونز هوبكنز كواحدة من أربعة عشر امرأة في فصلها. افتُتحت الكلية في عام 1893 وخُلِطت منذ البداية بسبب حادث طارئ لدى متبرعة مبكرة مما أوجب قبول طالبات إناث.
أثناء وجودها في هوبكنز، لفتت مهارات سابين الملحوظة ومثابرتها في المختبر نظر عالم التشريح «فرانكلين پ. مول». ألهم مول سابين بمساعدتها في حصر تركيزها على مشروعين ذوي قيمة كبيرة لدى العلماء وأساسيين لأبحاثها المستقبلية والإرث الناتج عنها. كان المشروع الأول هو إنتاج نموذج ثلاثي الأبعاد لجذع دماغ رضيع حديث الولادة والذي أصبح محور تركيز كتاب «أطلس النخاع المستطيل (البصلة السيسائية) والدماغ المتوسط (1901)». تضمن المشروع الثاني التطور الجنيني للجهاز اللمفاوي الذي أكد أن الجهاز اللمفاوي يتشكل من الأوعية الدموية للجنين وليس من الأنسجة الأخرى.
تخرجت سابين من كلية الطب بجامعة جونز هوبكنز في عام 1900.

## الحياة المهنية

### كلية الطب بجامعة جونز هوبكنز (1902-1925)
بعد التخرج، حصلت سابين على تدريب في مستشفى جونز هوبكنز تحت إشراف الطبيب السير ويليام أوسلر. بعد التدريب لمدة عام مع أوسلر، نالت زمالة بحثية في قسم التشريح في كلية الطب بجامعة جونز هوبكنز حيث واصلت العمل مع مول. بعد ذلك بفترة قصيرة أُنشِئت زمالة خاصة بها في قسم التشريح في جونز هوبكنز.
في عام 1902 بدأت بالتدريس في قسم التشريح في جونز هوبكنز. وبحلول عام 1905 رُقيت إلى أستاذ مشارك، وأخيراً عُينت كأستاذة في علم الأجنة والأنسجة في يونيو 1917، وكانت أول امرأة تصبح أستاذة في كلية الطب.
في عام 1921، عُينت سابين أول رئيسة امرأة للجمعية الأمريكية لعلماء التشريح. تابعت بحثها حول أصول الدم، الأوعية الدموية، خلايا الدم، علم أنسجة الدماغ، علم الأمراض وعلم مناعة السل في هوبكنز. في عام 1924، جلب عمل سابين في أصول الأوعية الدموية لها العضوية في الأكاديمية الوطنية للعلوم.
في عام 1925، غادرت سابين جونز هوبكنز بعد إتمام بحثها وسط التمييز المؤسسي ورغبتها في إجراء الأبحاث بدوام كامل.

## معهد روكفلر للبحوث الطبية (1925-1938)
في سبتمبر 1925، أصبحت رئيسة قسم الدراسات الخلوية في معهد روكفلر للأبحاث الطبية في مدينة نيويورك. ركزت أبحاثها على الجهاز اللمفاوي والأوعية الدموية والخلايا والسل.
في عام 1925، صُوِّت لها في الأكاديمية الوطنية للعلوم. كانت أول امرأة تنال العضوية في هذه الهيئة المرموقة وستظل العضوة الوحيدة خلال العشرين عاماً القادمة.
في عام 1926، انضمت إلى لجنة أبحاث الجمعية الوطنية للسل. كان الهدف من هذه اللجنة هو دمج جميع أبحاث السل التي تجرى آملين السيطرة على المرض بشكل استباقي. أثناء وجودها هناك، كرست سابين أبحاثها في الخلايا المناعية وخاصة الوحيدات، والتي تطورت إلى خلايا أخرى. قضت سابين سنواتها الأخيرة في المعهد وهي تحدد الآثار التي تتركها المواد الأجنبية وما يترتب عليها من تكوين الأضداد.
في عام 1938، تركت سابين منصبها في معهد روكفلر وعادت إلى كولورادو للتقاعد.

## السنوات الأخيرة والإرث
بعد ست سنوات من التقاعد الهادئ، قبلت سابين طلب حاكم كولورادو جون فيفيان بترؤس لجنة فرعية خاصة بالصحة بدءاً من عام 1944. وعرضت النتائج التي توصلت إليها مؤكدةً أن الولاية «متخلفة فيما يتعلق بالصحة العامة» في خطاب إلى الحاكم في أبريل 1945. ولعلمها أن تشريعات الرعاية الصحية صُوتت بالرفض باستمرار في الماضي بسبب السياسيين غير المهتمين، كانت سابين شديدة البأس في مطالبتها بالإصلاح.
بينما كانت في بدايات السبعينيات من عمرها، رفضت سابين السماح لعاصفة ثلجية بمنعها من إلقاء خطاب لدعم قضيتها على الرغم من مخاوف السفر العامة. بدءاً من هذا الخطاب، عملت سابين على هزيمة السياسيين الذين يعارضون الإصلاح الصحي من قبل داعمي هذا الإصلاح. نتجت عن هذه الجهود إصدار مجموعة من القوانين باسمها. قامت «قوانين سابين للصحة» بتحديث الصحة العامة في ولاية كولورادو من خلال توفير المزيد من أسرة المستشفيات لعلاج السل، مما تسبب في انخفاض ملحوظ في الحالات.
في خطاب أمام لجنة الصحة بولاية إلينوي عام 1947، قالت سابين إنها اختيرت كرئيسة للجنة لأن الحاكم لم يكن له أي اهتمام بالصحة العامة وعيّن «سيدة عجوز» لأنه لم يعتقد أنها ستكون قادرة على إنجاز أي شيء. في عام 1948، أصبحت مديرة للصحة والجمعيات الخيرية في دنفر، وتبرعت براتبها على مدى السنوات الثلاث التالية للبحث الطبي.
في عام 1951 تقاعدت سابين للمرة الثانية والأخيرة، وواصلت الدفاع عن قضايا الصحة العامة. نتج عن قضاء سابين عمراً في الخدمة في قسم الطب في جامعة كولورادو تسمية مبنى فلورنس آر. سابين للبحوث في علم الأحياء الخلوي.
توفيت سابين بنوبة قلبية في 3 أكتوبر 1953 (بعمر 81)، وحُرقت جثتها ونُثر رمادها في ضريح فيرمونت في مقبرة فيرمونت في دنفر، كولورادو.
في عام 1959، تبرعت ولاية كولورادو بتمثال سابين لمجموعة «صالة التماثيل الوطنية». في عام 1973، ضُمت سابين إلى «قاعة الشهرة الوطنية للمرأة». في عام 2005، كرمت كلية الطب بجامعة جونز هوبكنز إرث سابين بتسمية إحدى كلياتها الأربعة على اسمها.

## مشاريع البحث والأوراق
تُخزن مجموعة سابين من الأوراق والسجلات الطبية من 1903 حتى 1941 في سجلات جامعة جونز هوبكنز الطبية، وتُصدر بعضها بناءً على الطلب. تحتوي مجموعة صوفيا سميث في كلية سميث على العديد من أوراق الدكتورة سابين. تقع المجموعات الأخرى في مكتبة المجتمع الفلسفي الأمريكي في فيلادلفيا، كلية الطب بجامعة كولورادو، الجناح الإنساني في المتاحف التاريخية في ولاية كولورادو، معهد روكفلر وفي أوراق «آلان ماسون تشيسني» بجامعة جونز هوبكنز.

## روابط خارجية
- فلورنس سابين على موقع الموسوعة البريطانية (الإنجليزية)